# Konstantynówka (obwód tarnopolski)
Konstantynówka (ukr. Костянти́нівка) – wieś na Ukrainie w rejonie tarnopolskim należącym do obwodu tarnopolskiego.
W II Rzeczypospolitej wieś w powiecie kamioneckim województwa tarnopolskiego. W kwietniu 1944 nacjonaliści ukraińscy z OUN-UPA zamordowali tutaj 25 Polaków.